# Bithynia italica
Bithynia italica is een slakkensoort uit de familie van de Bithyniidae. De wetenschappelijke naam van de soort is voor het eerst geldig gepubliceerd in 1880 door Paulucci.